# (3191) Svanetia
(3191) Svanetia (1979 SX9) – planetoida z pasa głównego asteroid okrążająca Słońce w ciągu 4,88 lat w średniej odległości 2,88 au. Odkryta 22 września 1979 roku.